# Fünfkirchen-Leőwey Táncegyüttes
A Fünfkirchen-Leőwey Táncegyüttes Pécs német nemzetiségi tánccsoportja.

## Megalakulása
A Leőwey Táncegyüttes 1973-ban alakult a Leőwey Klára Gimnázium német tagozatán tanuló diákokból. Az együttes alapító tagjai nemzetiségi származásúak, amely meghatározza a tánccsoport profilját. Legfőbb céljuk a hazai német néptánckincs, dalkutúra, szokások, népviselet felgyűjtését, feldolgozását és színpadra állítását tartják. Igyekeznek sokrétű műsorral a közönség elé lépni, így szerepelnek repertoárjukban magyar táncok is. Az együttes rendszeres résztvevője a különböző hazai és külföldi néptáncfesztiváloknak, rendezvényeknek. Heil Helmut alapította a Leőwey Klára Gimnázium német tagozatán a csoportot, amely azóta is ápolja a magyarországi német néptánckultúrát. A hagyományőrzés, hagyományápolás persze nemcsak a táncokban, hanem az énekben, a zenében, a szokásokban és a viseletben is megnyilvánul.

## Fellépéseik
Számtalan fellépést tudhatnak maguk mögött, nemcsak Magyarországot, de rengeteg külföldi országban is színvonalasan szerepeltek. S mivel mindenhol újra felélénkült a kulturális élet, egyre több (évente több mint félszáz) fellépésük van. A táncegyüttest falunapokra, német nemzetiségi programokra hívják, ezenkívül külföldi fellépésekre is szép számmal sor került az elmúlt 50 év során kialakult kapcsolatoknak köszönhetően. Beutazták az elmúlt években többek között Hollandiát, Törökországot, Litvániát, Spanyolországot, már kétszer voltak Amerikában, kétszer Brazíliában. Idén májusban Németországban jártak a 66. gerlingeni Bundesschwabenball díszvendégeként. A kitelepítettek által szervezett programon a fellépések után a kísérőzenekaruk, az UnterRock zenélt az esti bálon. 2023 nyarán a táncegyüttes Amerikában turnézott.  A turné állomásai: Cincinnati, St. Louis, Chicago, Kitchener (Kanada), Cleveland, majd ezt követően Mansfieldben, egy nagyszabású fesztiválon léptek fel a kinti együttesek mellett. A táncegyüttes már közel 1300 fellépést tudhat maga mögött.

## Díjaik
Az együttes kiemelkedő művészi munkáját többszörös arany fokozattal, I. helyezéssel és nívódíjjal ismerték el.  A Néptáncosok Országos Bemutató Színpadán 1998-ban és 2004-ben Kiválóan Minősült az együttes.

## Tagok
A Fünfkirchen-Leőwey Táncegyüttes tagjai fiatal gimnazista, egyetemista diákok. A táncosok elsősorban a Leőwey Klára Gimnázium és a Koch Valéria Gimnázium diákjai, akiknek fontos a német nemzetiségi tánckultúra ápolása. Az 50 év során a táncegyüttesnek már 1400 tagja volt. Napjainkban a tánccsoportot közel 100 pár alkotja, ez 200 táncolni vágyó fiatal felnőttet jelent.